# Голубі Руч'ї
Голубі Руч'ї (рос. Голубые Ручьи) — населений пункт  у Кольському районі Мурманської області Російської Федерації.
Населення становить 447 осіб. Належить до муніципального утворення Кільдінстройське міське поселення .

## Населення
| 2002 | 2010 |
| ---- | ---- |
| 128  | ↗447 |